# Perplexity
Perplexity, també anomenat Perplexity AI, és un motor de cerca impulsat per intel·ligència artificial generativa que utilitza el Model de Llenguatge Extens (LLM) per produir respostes precises a partir de prompts o preguntes complexes.
Fundada el 2022, Perplexity genera respostes utilitzant fonts del web i cita enllaços dins de la resposta del text. Perplexity funciona en un model freemium; el producte gratuït utilitza el LLM autònom de l'empresa basat en GPT-3.5 amb la navegació, mentre que la versió de pagament Perplexity Pro té accés a GPT-4, Claude 3.5, Grok-2, Llama 3 i els LLM interns de Perplexity. El primer trimestre del 2024, havia arribat als 15 milions d'usuaris mensuals.

## Història
Perplexity va ser creat l'agost del 2022 per Denis Yarats, Aravind Srinivas, Johnny Ho i Andy Konwinski, enginyers amb formació en sistemes de fons, intel·ligència artificial (IA) i aprenentatge automàtic i antics treballadors de Google AI.
- Denis Yarats, el CTO (Chief Technology Officer), va ser un científic de recerca en IA a Meta.
- Aravind Srinivas, el CEO (director general), va treballar a OpenAI com a investigador d'IA.
- Johnny Ho, el director d'estratègia, va treballar com a enginyer a Quora i després com a comerciant quantitatiu a Wall Street.
- Andy Konwinski va estar entre l'equip fundador de Databricks.

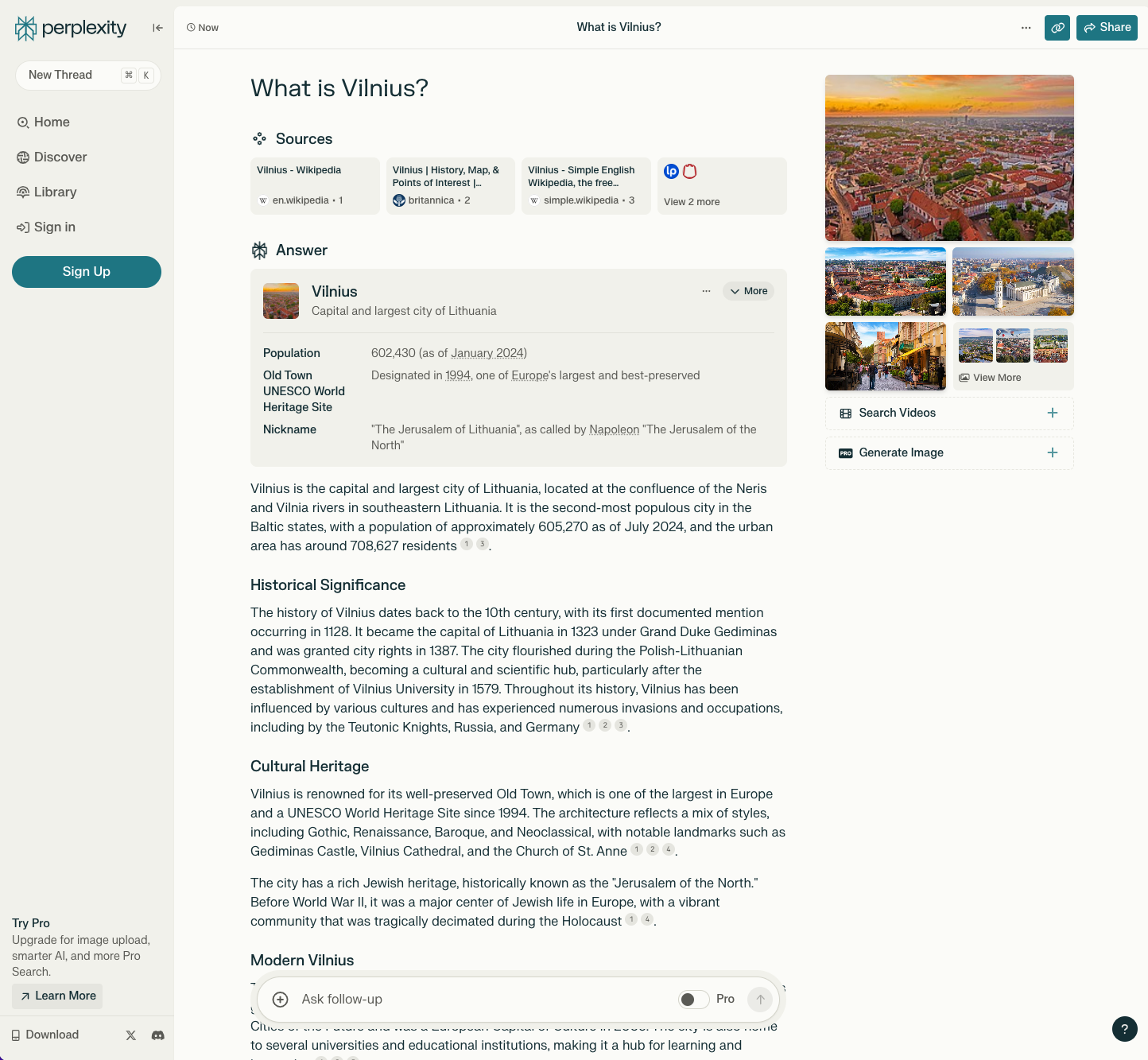
Captura de Pantalla de Perplexity (2024)

Es va escollir el nom de "Perplexity" perquè reflecteix l'objectiu de la companyia d'oferir als usuaris respostes precises i informatives a les seves preguntes. La missió de l'empresa és poder facilitar a tothom qualsevol coneixement i exploració de nous temes.
El 18 de novembre de 2024, Perplexity va llançar el seu centre comercial per atraure usuaris, amb el suport d'Amazon i el principal fabricant de xips d'IA Nvidia. Això donarà als usuaris targetes de producte que mostraran articles rellevants en resposta a les preguntes fetes sobre compres.

## Característiques
És un motor de cerca conversacional que ofereix resultats rellevants a partir de consultes realitzades amb llenguatge natural. Combina les capacitats d'un motor de cerca tradicional amb les habilitats de processament del llenguatge d'un bot de conversa (chatbot).
Perplexity és una intel·ligència artificial generativa que es podria definir com la unió entre una IAG i un buscador d'internet, donat que moltes de les seves funcions són pròpiament del buscador. Una altra característica d'aquesta intel·ligència artificial és que és accessible per a tothom i és gratuïta. De fet, per utilitzar aquesta IAG no has de registrar-te.
Està basat en el Model de Llenguatge Extens (LLM), fusionant les capacitats de GPT-3 i GPT-4. A més, utilitza les tècniques del Processament del Llenguatge Natural (PLN) per a comprendre el llenguatge humà i extreure informació rellevant de fonts en línia, cosa que permet accés a informació a la xarxa en temps real per processar les consultes dels usuaris i generar respostes contextualitzades i precises.
Perplexity incorpora diferents recursos que pretenen donar uns resultats idonis per fer un ús acadèmic. Entre aquests recursos es troba la citació de les fonts utilitzades (que varien des d'articles fins a vídeos de YouTube) ubicades al final de la resposta. També, incorpora un model "Focus" que permet als usuaris basar la seva cerca en fonts acadèmiques, com articles acadèmics. Té la capacitat d'analitzar documents en PDF, pot crear enllaços de cada resposta per poder-los difondre i amb el recurs «Library» permet crear col·leccions de les respostes donades per aquesta IA.
També, ofereix altres aplicacions, com traducció o creació de contingut.
Respecte al seu cost econòmic, Perplexity és una eina gratuïta. No obstant això, existeix la versió de pagament anomenada "Perplexity Pro», que dona uns certs beneficis, com poder obtenir més respostes basades en més fonts i amb opcions de modalitats de llenguatge en la solució, és a dir, col·loquial o formal. També s'hi pot tenir un ús del Copilot més ampli, amb un total de 600 usos per dia. Finalment, amb l'opció de pagament podem accedir a ChatGPT-4 fàcilment i sense limitacions. 

## Funcions
A part de poder proporcionar milers de respostes de diverses temàtiques, Perplexity presenta altres alternatives que l'usuari pot utilitzar: les funcions del menú de «Descobreix» i «Biblioteca», l'opció de resposta a través d'arxius i la resposta via Copilot.
En primer lloc, la funció de «Descobreix». Es tracta d'un apartat on es recullen cerques destacades d'altres usuaris amb l'opció m'agrada. La funció de «Biblioteca», en canvi, ofereix una llista de prompts anteriors amb la funció de col·leccions, on l'usuari pot organitzar els seus prompts per temàtiques.
En segon lloc, amb la resposta a través d'arxius, hom té la possibilitat d'adjuntar arxius textuals perquè la intel·ligència artificial respongui a les qüestions plantejades directament des de l'escrit atorgat. També es pot demanar a la IA que faci resums de l'arxiu.
En tercer lloc, l'opció de Copilot és una funció que activa l'ús de ChatGPT 4 de forma interactiva i gratuïta. Copilot pot qüestionar més sobre la pregunta per poder entendre millor els objectius de l'usuari i, així, ajudar-lo a obtenir resultats més personalitzats, extensos i rics en contingut.
Tanmateix, Perplexity solament proporciona respostes escrites. Dit d'una altra forma, no és capaç de crear imatges, vídeos o altres continguts audiovisuals a partir d'una descripció. Solament pot proporcionar contingut audiovisual ja existent, però no crear-los ell mateix. 